# Крушение империи (фильм)
«Крушение империи» — советский чёрно-белый историко-революционный фильм, поставленный на киностудии «Беларусьфильм» в 1970 году режиссёром Владимиром Корш-Саблиным и режиссёром-сопостановщиком Николаем Калининым по мотивам одноимённого романа Михаила Козакова.
Премьера фильма в СССР состоялась 12 апреля 1971 года.

## Сюжет
«Революция решена петроградскими рабочими… Петроград разбудил Россию. Петроград освободил её.»— ЛЕНИН.

Февраль 1917 года. Война шла уже третий год. Русские армии отступали, истекая кровью. В тылу царил голод. Вспыхивали волнения. Царь был уверен в прочности режима. Но даже те, кто был предан монархии, чувствовали приближение конца.
1917 год. Канун Октябрьской революции. Возвратившийся в Петроград из ссылки большевик Ваулин, несмотря на преследования полиции, включается в революционную борьбу… Не оправившись от событий прошлого, главный герой продолжает и дальше стремиться к революционному будущему. Он уже побывал в ссылке, но это его явно не останавливает. Он и дальше продолжает вести активную революционную деятельность, принимая участие во всевозможных акциях и мероприятиях, позволяющих реализовать общую цель.

## В ролях
- Николай Ерёменко-старший — Ваулин Сергей Дмитриевич, большевик
- Евгений Самойлов — Савва Абрамович Петрушин
- Зинаида Кириенко — жена Ваулина, Катя
- Анатолий Соловьёв — Скороходов Александр Касторович
- Тамара Коновалова — Тоня
- Андрей Вертоградов — Геннадий
- Владимир Белокуров — сапожник Кучеров
- Леонид Кмит — матрос
- Виктор Тарасов — Николай II
- Сергей Карнович-Валуа — граф Фредерикс
- Владислав Стржельчик — Протопопов, министр внутренних дел
- Кузьма Кулаков — генерал Алексеев
- Владимир Махов — адмирал Нилов
- Дмитрий Масанов — генерал Иванов
- Алексей Грибов — генерал-жандарм Глобусов Александр Филиппович
- Феликс Эйнас — Кандуша Пантелеймон Никифорович
- Николай Крюков — генерал Хабалов
- С. Говор-Бондаренко — генерал Балк
- Павел Панков — Родзянко
- Михаил Волков — Керенский
- Борис Клюев — Шульгин
- Владимир Балашов — Гучков
- Фёдор Никитин — Милюков
- Михаил Васильев — Марков

## Съёмочная группа
- Сценарий Михаила Блеймана, Николая Коварского
- Постановка Владимира Корш-Саблина
- Режиссёр-сопостановщик — Николай Калинин
- Главный оператор — Игорь Ремишевский
- Художник-постановщик — Юрий Альбицкий
- Композитор — Владимир Чередниченко (нет в титрах)